# Claire Schlichting
Pour l’article homonyme, voir Schlichting.
Claire Schlichting (née le 18 mai 1905 à Wuppertal et morte le 22 avril 1978 à Berlin) est une actrice  et humoriste allemande.

## Biographie
Claire Schlichting est la mère de Jonny Buchardt et Monika Hansen et la grand-mère de Ben Becker et Meret Becker.